# Partido Socialista Nacional (Jordania)
El Partido Socialista Nacional (En árabe: الحزب الوطني الاشتراكي, romanizado: Al-Hizb Al-Watani Al-Ishtiraki) fue un partido político socialista de izquierda establecido en Jordania en 1954.
El partido participó en las elecciones de 1956 el 21 de octubre y se convirtió en el partido más grande de la Cámara de Representantes, compuesta por 40 miembros, tras obtener 12 escaños. En consecuencia, el rey Hussein pidió a Suleiman Nabulsi, el líder del partido, que formara un gobierno. El gabinete de Nabulsi incluyó ministros independientes y comunistas, y duró menos de un par de meses debido a que sus políticas chocaron frecuentemente con las del Rey. Tres días después de que los funcionarios realistas forzaran la renuncia de Nabulsi el 10 de abril de 1957, hubo un intento de golpe de Estado por parte de Ali Abu Nuwar (entonces Jefe del Estado Mayor del Ejército), quien supuestamente simpatizaba con Nabulsi y el movimiento nacionalista árabe.
El partido dirigió el único gobierno elegido democráticamente en la historia de Jordania.  Como respuesta al intento de golpe, Hussein declaró la ley marcial y prohibió los partidos políticos hasta 1989.

## Contexto
Suleiman Nabulsi, nacido en 1908, fue un político jordano.  Fue nombrado embajador de Jordania en Gran Bretaña en 1953, esta experiencia en Gran Bretaña lo convirtió en un leal nacionalista árabe y antisionista, y renunció al cargo cinco meses después. Al regresar a Jordania en 1954, su nacionalismo lo alejó del rey Hussein, quien lo exilió de la capital, Amán, a una ciudad de provincia. En ese momento, sus partidarios fundaron el Partido Socialista Nacional (PSC) y Nabulsi fue elegido su líder.  El Partido pretendía reducir el control del Rey sobre la política y establecer mayores relaciones con los estados árabes antiimperialistas a expensas de Gran Bretaña.  La década de 1950 fue testigo del ascenso del nasserismo, una ideología política nacionalista árabe socialista basada en el pensamiento del presidente egipcio Gamal Abdel Nasser. Jordania capturó Cisjordania durante la guerra árabe-israelí de 1948 y anexó el territorio en 1950.  Dos tercios de la población de Jordania estaba compuesta por palestinos, que superaban en número a los transjordanos; los palestinos se habían identificado más con Nasser que con Hussein.  El acuerdo de armas entre Egipto y Checoslovaquia celebrado entre Nasser en septiembre de 1955 y la nacionalización del Canal de Suez en julio de 1956 habían contribuido enormemente a su popularidad en todo el mundo árabe. 

## Historia
La cámara baja del parlamento, la Cámara de Representantes, compuesta por 40 miembros, se dividió equitativamente entre los dos bancos (20 escaños cada uno). Sin embargo, Cisjordania tenía 175.000 votantes elegibles y la Ribera Oriental (Transjordania) 129.000. 
Tras ganar 12 de los 40 escaños en las elecciones de 1956, el rey Hussein pidió a Nabulsi, el líder del mayor partido del Parlamento, que formara un gobierno. El gabinete de 11 miembros de Nabulsi incluía siete ministros del PSN, uno del Partido Socialista Baaz Árabe de Jordania, un comunista y dos independientes . 
Una de las primeras medidas de Nabulsi como primer ministro: fusionó la Legión Árabe con la Guardia Nacional dominada por los palestinos, creando un Ejército jordano de 35.000 hombres.  Dos días después de su ascenso al gobierno, Egipto bajo el mando de Gamal Abdel Nasser fue invadido por una alianza tripartita formada por Gran Bretaña, Francia e Israel. 
Nabulsi también decidió establecer relaciones diplomáticas con la Unión Soviética y permitió al CFJ publicar un periódico semanal.  Sin embargo, el 2 de febrero de 1957, el Rey advirtió contra esto en un discurso dirigido a Nabulsi, diciendo: "Queremos que este país sea inaccesible a la propaganda comunista y las teorías bolcheviques".  Atendiendo la petición de Hussein, Nabulsi ordenó la prohibición del periódico del CFJ.  Se sabía que Nabulsi era un admirador de Nasser, y por eso pidió que Jordania se uniera a una federación árabe con Egipto y Siria, reduciendo así al rey Hussein a una figura decorativa. 
Las relaciones entre el gabinete y el rey se tensaron aún más cuando Hussein envió agentesn personales a El Cairo, Damasco y Yeda en marzo de 1957 con mensajes no examinados por el gobierno. En respuesta, Nabulsi presentó al Rey solicitudes formales para que jubilara a los altos funcionarios públicos, amenazando con que su gabinete renunciaría y tomaría las calles si las solicitudes eran rechazadas. Hussein inicialmente apeló, pero después de que Nabulsi preparó una nueva lista, Hussein le envió una carta advirtiéndole que sería despedido. El 8 de abril, una brigada del ejército comandada por Nader Rashid, un oficial nacionalista árabe, partió de su guarnición en Zarqa (bajo órdenes del jefe del estado mayor nacionalista, Ali Abu Nuwar, y sin autorización de Hussein) y se posicionó para controlar la carretera de acceso a la capital, Amán. Al enterarse de los movimientos de la brigada, Hussein ordenó que se retiraran a su base, a lo que obedecieron. Hussein consideró las acciones de Nuwar y Rashid como parte de una conspiración para derrocarlo y entrar en una unión con la República Árabe Unida. Dos días después, Nabulsi fue presionado por altos funcionarios realistas para que presentara su renuncia, lo cual hizo.  A esto le siguió un supuesto intento de golpe de Estado el 10 de abril por parte de Abu Nuwar.
El 22 de abril, Nabulsi asistió al Congreso Patriótico en Nablus, que reunió a los opositores a la monarquía. La conferencia pidió una federación con la República Árabe Unida, el establecimiento de un consejo presidencial de 16 miembros, una purga de "traidores y elementos conspiradores" y una huelga general para presionar a Hussein. Bajo presión del ejército, bajo completo control de los realistas tras el exilio de Abu Nuwar por Hussein unos días antes, Nabulsi presentó su dimisión por segunda vez el 23 de abril. Al día siguiente se produjeron protestas masivas en Cisjordania y en Amán exigiendo su regreso. Hussein declaró la ley marcial el 25 de abril;  todos los partidos políticos y Nabulsi fueron puestos bajo arresto domiciliario sin cargos.  Fue indultado por Hussein y liberado el 13 de agosto de 1961. 

## Resultados electorales
| Elección | Líder            | Asientos | Gobierno   | Referencias |
| -------- | ---------------- | -------- | ---------- | ----------- |
| 1956     | Suleimán Nabulsi | 12/40    | Government | [ 10 ]      |